# 德國國防軍陸軍第402教導師
第402教導師（德語：Ausbildungs-Division 402）是納粹德國國防軍陸軍的一個步兵師。該師於1939年10月組建。
該師組建時，稱為第402特種師（德語：Division z. b. V. 402），同年11月解散，1940年1月重建。
1942年9月，該師改編為402號師（德語：Division Nr. 402），此後一直進行訓練。
1945年1月底，該師改編為第402替代師（德語：Ersatz-Division 402），並調至東線作戰。
1945年3月，該師改編為第402教導師，改編後繼續在東線作戰。
該師最後於1945年5月向英軍投降。

## 註腳
1. ↑  Mitcham（2007年）